# 사우디아라비아 그랑프리
사우디아라비아 그랑프리(아랍어: جائزة السعودية الكبرى)는 2021년부터 사우디아라비아에서 열리고 있는 포뮬러 원 대회이다. 현재 지다에 위치한 지다 코니쉬 서킷에서 열리고 있으며, 싱가포르, 바레인, 사키르, 카타르 그랑프리에 이어 역대 5번째로 야간 경주로 진행되고 있다.

## 역사
2019년 8월, 키디야 시에 영구 모터스포츠 단지를 건설한다는 계획이 공개되었다. 이 프로젝트는 전 F1 드라이버인 알렉산더 부르츠가 이끄는 모터스포츠 컨설팅 회사인 TTI(Test and Training International)에시 고안했으며, F1을 포함해 모든 FIA 산하의 대회를 유치할 수 있는 세계적 수준의 서킷을 만드는 것을 목표로 했다.
2020년 1월에 열린 행사에서 트랙 디자이너인 부르츠가 시뮬레이터로 구현한 가상 트랙을 운전할 전•현직 F1 드라이버들과 함께 참석하면서 키디야의 레이스 트랙에 대한 세부 계획이 공식적으로 공개되었다.
이 행사 기간 동안 트랙이 FIA 및 FIM 등급 1 표준에 맞게 설계되었음을 확인 받았으나 당시에는 F1 경주 개최 가능성에 대한 언급을 거부했다.
사우디아라비아 그랑프리는 2020년 10월에 열린 F1 위원회 회의에서 각 팀에게 공개된 2021 시즌 F1 일정의 첫번째 초안에 처음 등장했다.
이 초안에서는 2020 시즌의 일정에 사우디아라비아가 추가되어 그대로 옮겨졌다. 2020년 11월, 지다 시는 사우디 자동차&오토바이 연맹과 협력하여 최초의 사우디아라비아 그랑프리를 개최할 것이라고 발표했으며, 지다 코니쉬 서킷은 홍해 연안에 위치할 것이라고 발표했다.
2022년 10월, 사우디아라비아의 체육부 장관인 압둘아지즈 빈 투르키 알 사우드(Abdulaziz bin Turki Al Saud)는 키디야 트랙이 개장되면 지다와 키디야에서 매년 F1 경주를 개최하거나, 사우디아라비아 그랑프리를 두 장소에서 번갈아 개최하는 방안을 고려하고 있다고 표명했다.

## 비판
사우디아라비아에서 그랑프리가 개최된다는 소식은 국제 앰네스티 등의 세계 인권단체로부터 많은 비판을 불러왔다. 비정부 기구인 휴먼 라이츠 워치(HRW)는 "사우디아라비아의 인권 침해로부터 주의를 돌리려는 냉소적인 전략의 일부"라고 주장하며 이번 결정을 비난했다. 이에 F1측은 "포뮬러 원은 행사를 개최하고 전달하는 방식에 있어 인권을 존중하기로 약속한 모든 파트너와 개최국들에게 인권 및 기타 문제에 대한 우리의 입장을 분명히 했다"면서 경제적, 사회적, 문화적 혜택을 포함하여 모든 곳에서 긍정적인 힘이 되기 위해 열심히 노력하겠다는 입장을 밝혔다. HRW에 따르면 사우디아라비아는 그랑프리를 비롯해 기타 스포츠 행사를 이용해 사우디아라비아 내의 심각한 인권 유린 문제에 대한 사람들의 주의를 돌리고 있다고 주장했다. HRW의 글로벌 이니셔티브 책임자인 밍키 워든은 F1에 사우디아라비아의 상황을 평가해줄 것과 여성의 운전권을 지지하다 체포된 여성권 운동가들을 석방할 것을 촉구했다. 2021년 2월, 45개의 인권 단체는 예멘 내전에서 사우디아라비아의 개입과 워싱턴 포스트 기자 자말 카슈끄지 암살과 관련해 루이스 해밀턴에게 그랑프리를 보이콧할 것을 촉구했다. 이에 사우디아라비아는 그랑프리 대회가 외부 세계에 자신들을 개방하려는 국가적 노력의 일부라고 주장하면서 그랑프리를 스포츠워싱(국가나 조직이 스포츠 정신과 게임 열기를 앞세워 인권 유린 등과 같은 부정적 평판을 세탁하려 하는 움직임)에 이용하고 있다는 사실을 부인했다. 하지만 많은 인권 단체들은 아랍 국가들과 무함마드 빈 살만 왕세자가 자신들의 이미지를 스포츠워싱한다고 비난했으며, 사우디아라비아가 인권 침해를 은폐하기 위해 가장 큰 스포츠 행사 중 일부에 개입하고 있다고 주장했다.
2021년, 리야드 인근의 디리야에서 열린 포뮬러 E 대회 기간 중 디리야에서 미사일 요격이 발생한 이후, 그랑프리의 실행 가능성에 대한 의문이 제기되었다. 이에 F1측은 절대로 높은 보안 위험 지역에 가지 않을 것이라고 밝혔고, 또한 "사우디 정부와 그 기관들이 안전과 보안을 보장할 기술과 능력을 모두 가지고 있다고 확신한다"고 말했다. 2021년 레이스에서 루이스 해밀턴은 무지개색 헬멧을 착용함으로써 LGBT 커뮤니티에 대한 자신의 지지를 보여주며 사우디아라비아에서 LGBT 커뮤니티의 사람들에 대한 관습이 바뀌기를 원한다는 것을 보여주었다. 그는 이전 경기와 다음 경기에서도 이 헬멧을 썼다.
2022년 사우디아라비아 그랑프리는 사우디가 주도한 예멘과의 전쟁의 영향을 받았다. 대회 첫째날, 두 번의 연습 주행 중 첫 세션 진행중에 예멘의 후티 반군이 서킷에서 약 16km 떨어진 아람코의 석유 창고에 미사일 공격을 가해 폭발을 일으켰다. 이 사건은 루이스 해밀턴을 비롯한 다른 드라이버들이 대회의 안전에 대한 우려를 제기하면서 경주에 대한 위험을 강조했다. 몇 시간의 토론 끝에 그랑프리를 그대로 진행하기로 합의했다. 안전 논란 외에도 사우디아라비아에서 수 년간 자행된 인권 유린에 대한 심각한 의문이 제기됐다. 특히 그랑프리가 열리기 불과 2주 전에 사우디 정권에 의해 81명이 집단 처형된 것을 포함해 반체제 인사들에 대한 지속적인 탄압으로 비판을 받았다.

## 우승 기록

### 연도별 기록
모든 사우디아라비아 그랑프리 경주는 지다 코니쉬 서킷에서 개최되었다.
| 연도  | 드라이버        | 컨스트럭터         | 상세내용 |
| ----- | --------------- | ------------------ | -------- |
| 2021  | 루이스 해밀턴   | 메르세데스         | 기록     |
| 2022  | 막스 페르스타펀 | 레드불 레이싱-RBPT | 기록     |
| 2023  | 세르히오 페레즈 | 레드불 레이싱-RBPT | 기록     |
| 출처: |                 |                    |          |